# Hansjörg Aschenwald
Hansjörg Aschenwald, né le 28 juin 1965 à Schwaz, est un coureur autrichien du combiné nordique.

## Biographie
Son plus grand succès au niveau international est sa médaille de bronze obtenue aux Jeux olympiques de Calgary 1988 dans l'épreuve par équipes avec Günther Csar et Klaus Sulzenbacher. Il y est aussi 24e en individuel.
Son meilleur résultat individuel dans la Coupe du monde est dixième dans une course en 1993 à Saalfelden.
Son fils Philipp Aschenwald est sauteur à ski.

## Palmarès

### Jeux olympiques
| Épreuve / Édition | Calgary 1988 |
| Individuel        | 24e          |
| Par équipes       | Bronze       |

### Coupe du monde
- Meilleur classement général : 30e en 1991 et 1993.
- Meilleur résultat : 10e.